# Ihwa-dong
Ihwa-dong (koreanska: 이화동) är en stadsdel i stadsdistriktet Jongno-gu i Sydkoreas huvudstad Seoul. 